# Передача авиатраффика через IP
MATIP (Mapping of Airline Traffic over Internet Protocol) стандартизирует передачу авиатраффика (информация о бронировании и покупке авиабилетов) при помощи TCP/IP-протокола.
Преимущества стандарта:
- Позволяет использовать более дешевые сети TCP/IP вместо специфических сетей для систем бронирования авиабилетов
- Используется меньшее количество коммуникационных сессий
- Существующие терминалы и приложения бронирования не требуют замены при переходе на MATIP

## Дополнительные источники
- New «type-X» proposal and brief history of MATIP
- Технические спецификации MATIP
- Обзор MATIP